# Louise-Ulrique de Prusse
Titres
Reine consort de Suède-Finlande
25 mars 1751 – 12 février 1771
(19 ans, 10 mois et 18 jours)
Reine douairière de Suède
12 février 1771 – 16 juillet 1782
(11 ans, 5 mois et 4 jours)
Princesse héritière consort de Suède
17 juillet 1744 – 25 mars 1751
(6 ans, 8 mois et 8 jours)
Signature
Louise-Ulrique de Prusse (en allemand : Luise Ulrike von Preußen, en suédois Lovisa Ulrika ou Louisa Ulrika, latinisé en Ludovica Ulrika), née le 24 juillet 1720 à Berlin (royaume de Prusse) et morte le 16 juillet 1782 au château de Svartsjö (Suède-Finlande), devient reine consort de Suède et de Finlande en 1751, après son mariage en 1744 avec le futur roi Adolphe-Frédéric de Suède.

## Biographie

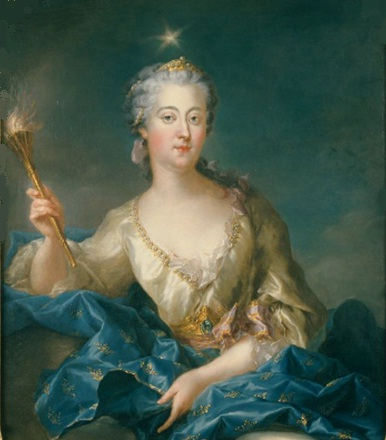
Louise-Ulrique de Prusse, peinte par Francois-Adrien Latinville (1747).

### Princesse de Prusse
Fille de Frédéric-Guillaume Ier, roi « en » Prusse, et de Sophie Dorothée de Hanovre, elle est entre autres une des sœurs du roi Frédéric II de Prusse et la nièce de Georges II, roi de Grande-Bretagne et d'Irlande et électeur de Hanovre.
La princesse Louise-Ulrique est la cinquième des six sœurs du futur Frédéric II « le Grand », roi de Prusse. Contrairement à son frère et à ses sœurs aînées, elle n'a pas de répulsion pour le militarisme de son père qui l'apprécie de ce fait.
Sa sœur Amélie, plus douce et plus jolie, ayant été choisie par l'ambassadeur de Suède pour épouser le futur roi de Suède, Louise-Ulrique l'en dissuada en lui représentant qu'elle devrait abandonner le calvinisme pour le luthéranisme. Amélie refusa ce mariage et Louise-Ulrique, qui se convertit sans scrupule, épousa le prince héritier de Suède à l'âge de vingt-quatre ans le 17 juillet 1744, appuyée finalement par son très politique frère, le roi Frédéric, qui lui avait préféré au début Amélie, au caractère plus doux et donc plus soumise aux intérêts de la Prusse. Ce mariage avait été aussi soutenu par l'impératrice Élisabeth Ire de Russie. Devenue reine en 1751, elle poussa en vain son mari à rétablir l'absolutisme et à mettre fin au pouvoir sans partage du parlement.
La reine Louise-Ulrique était cultivée et tenait une cour de bon goût dans son palais de Drottningholm. Avant de monter sur le trône, elle était déjà influencée par les choix artistiques et littéraires de son frère et le goût français était prépondérant à sa cour. Le comte de Tessin la dépeint comme ayant « l'esprit d'un dieu sous la figure d'un ange ». Son frère trouvait cependant qu'elle aimait les intrigues et qu'elle témoignait souvent d'arrogance. Elle fut extrêmement populaire à son arrivée en Suède notamment lorsqu'elle donna naissance à ses premiers enfants, car aucune naissance n'avait eu lieu à la cour depuis plus de cinquante ans. La jeune princesse héritière appréciait le théâtre français, les parties de pique-nique de sa société élégante et les mascarades. Ses dames d'honneur préférées étaient la future baronne Harleman, née Henriette de Liewen (1709-1779), favorable au « parti des chapeaux », et la comtesse de La Gardie, cultivée et ouverte aux sciences. Le comte de Tessin et son épouse, qui vécurent à la cour de Louis XV, y donnaient aussi le ton. Toutefois son orgueil et sa morgue provoquèrent au fil des ans les sarcasmes du peuple.

### Reine de Suède
Devenue reine, elle redonna vie à la cour de Suède, négligée par le prédécesseur de son mari, Frédéric Ier de Suède, fit construire un théâtre à Drottningholm et accueillit la troupe française de la Troupe Dulondel, fondée par Jeanne Du Londel (1706-1772), le français étant préféré au suédois comme langue de cour, à l'instar d'autres cours européennes.
Elle fonda en 1753 l'Académie royale de Suède, dont fit partie Carl von Linné, et soutint les arts et les sciences. Elle fit pensionner la poétesse Hedvig Charlotta Nordenflycht, et patronna l'œuvre d'Ulrika Pasch et les travaux de Gustav Badin. Dans sa collection de peintures, elle avait au moins dix tableaux de Jean Siméon Chardin.
Le comte de Tessin ne fut plus en grâce à partir de 1754, la reine ne voulut plus débattre de politique avec lui et le prince héritier Gustave notait en 1759 que le comte s'était permis des « propos au ton fort éloigné de la révérence que l'on doit à un souverain ».
La reine ne cessa de s'opposer à la toute-puissance du parlement. Elle regrettait d'avoir eu à prêter serment à la constitution avant de monter sur le trône au côté de son mari, mais la tentative de 1756 de rétablir le pouvoir royal échoua. En 1757, pendant la guerre de Sept Ans, elle se montra fortement opposée à l'entrée en guerre contre la Prusse, gouvernée par son frère, que réclamait le parlement. En 1762, la Suède étant au bord de la banqueroute, la reine contribue à la conclusion du traité de Hambourg avec la Prusse ; le parlement lui intima, en 1763, d'écrire à son frère pour l'empêcher d'annexer la Poméranie suédoise et après d'âpres discussions, elle dut s'incliner. Les négociations de la reine aboutirent, ce qu'elle considéra comme une revanche vis-à-vis du parlement, et en conséquence le gouvernement lui remboursa ses dettes, en signe de gratitude. Elle tenta d'influencer le vote des parlementaires en utilisant cet argent pour changer de système politique, mais n'y réussit pas, aussi son influence politique cessa en 1766. En effet, l'opposition anti-parlementaire préféra se tourner vers son fils, le prince héritier Gustave.
La reine de Suède voulait que son fils Gustave épousât sa nièce, la princesse Philippine de Brandebourg-Schwedt, mais le parlement lui préféra la princesse Sophie-Madeleine de Danemark. Elle fut déçue que son fils se soumît à cette décision et les rapports entre la mère et le fils commencèrent à se détériorer. Lorsque le roi menaça en 1768 d'abdiquer si on ne lui donnait pas plus de pouvoir, les monarchistes se tournèrent vers Gustave plutôt que vers Louise-Ulrique, contrairement à autrefois. La reine avait été jusqu'alors le personnage dominant de la cour et elle aurait certainement eut une grande influence sur le cours des affaires du royaume, si le pouvoir monarchique n'avait été vidé de son contenu par les mesures de 1718 et de 1720. Son époux était, quant à lui, d'un caractère soumis et réservé. Le coup d'État monarchique avorté de 1756 avait été financé par la reine qui dut s'endetter.

## Reine douairière

Portrait de la reine douairière par Lorens Pasch le jeune.

Devenue veuve en 1771, Louise-Ulrique était à cette époque fort impopulaire. Son fils Gustave, qui était à Paris au moment de la mort du roi, demanda même le renforcement de la garde pour protéger sa mère, sachant combien elle était peu aimée.
Un an plus tard, Gustave III réussit là où sa mère avait échoué en rétablissant la monarchie dans ses droits, ce qui fut pour elle une grande satisfaction. Elle était alors à Berlin en visite chez son frère, puis elle se rendit en Poméranie suédoise lorsque cette province germanophone fit allégeance à la nouvelle constitution suédoise. Frédéric II écrivit alors à sa sœur que cette province suédoise pouvait être attaquée par ses voisins. Elle répondit qu'elle défendrait la Poméranie suédoise jusqu'à verser son sang.
Gustave III était un exemple de monarque éclairé de l'époque, dite des Lumières, qui consistait au renforcement du pouvoir royal au détriment du parlementarisme. Organisé selon le système des États, représentant les principales catégories sociales selon la naissance (sauf celui des pasteurs et des évêques luthériens), considéré alors comme facteur de division et témoin du passé. La Pologne divisée par son système parlementariste disparaît quelque temps plus tard.
Louise-Ulrique s'aigrit en prenant de l'âge, surtout en constatant que son fils ne comptait pas partager le pouvoir avec elle. Il permit en plus que son frère cadet, le prince Charles, épousât la princesse Hedwige de Holstein-Gottorp, alors que Louise-Ulrique aurait préféré une nièce prussienne. De plus, elle fut forcée de vendre son cher Drottningholm à son fils en 1777 et de s'établir à Fredrikshov (de) avec sa propre cour. Elle ne s'entendit pas avec ses belles-filles, considérant que la reine Sophie-Madeleine était timide et froide et que la princesse Charlotte était trop légère.
C'est alors que le scandale de 1778 éclata. Celui-ci eut pour origine une visite de ses deux fils cadets qui déclarèrent à leur mère que la plupart des femmes de la cour avaient des amants, à l'exception évidemment de la reine-mère. Celle-ci fit la remarque qu'il fallait ajouter la reine Sophie-Madeleine, sa belle-fille, à cette exception, mais les princes s'esclaffèrent, déclarant que le comte Munck faisait la cour à la reine. Fort en colère, Louise-Ulrique demanda des preuves. Lorsque la reine mit un fils au monde en 1778, toute la cour était persuadée qu'il s'agissait du fruit des amours de la reine avec le comte Munck et Louise-Ulrique eut une violente dispute avec le roi Gustave, l'accusant d'avoir fermé les yeux. Celui-ci menaça sa mère de l'exiler en Poméranie. Ses enfants favoris, le faible Frédéric-Adolphe et Sophie-Albertine, prirent le parti de leur mère. La reine douairière fut forcée d'écrire une déclaration, selon laquelle elle démentait ses accusations. Pour elle, ce fut la répétition de l'humiliation de 1756. Toute la famille royale signa (à l'exception évidente du couple royal) cette déclaration, ainsi que six membres du parlement. Le roi ne se réconcilia avec sa mère que sur son lit de mort. Celle-ci avait été bannie de la cour royale et vivait entre Svartsjö, où elle mourut, et Fredrikshof.

## Famille

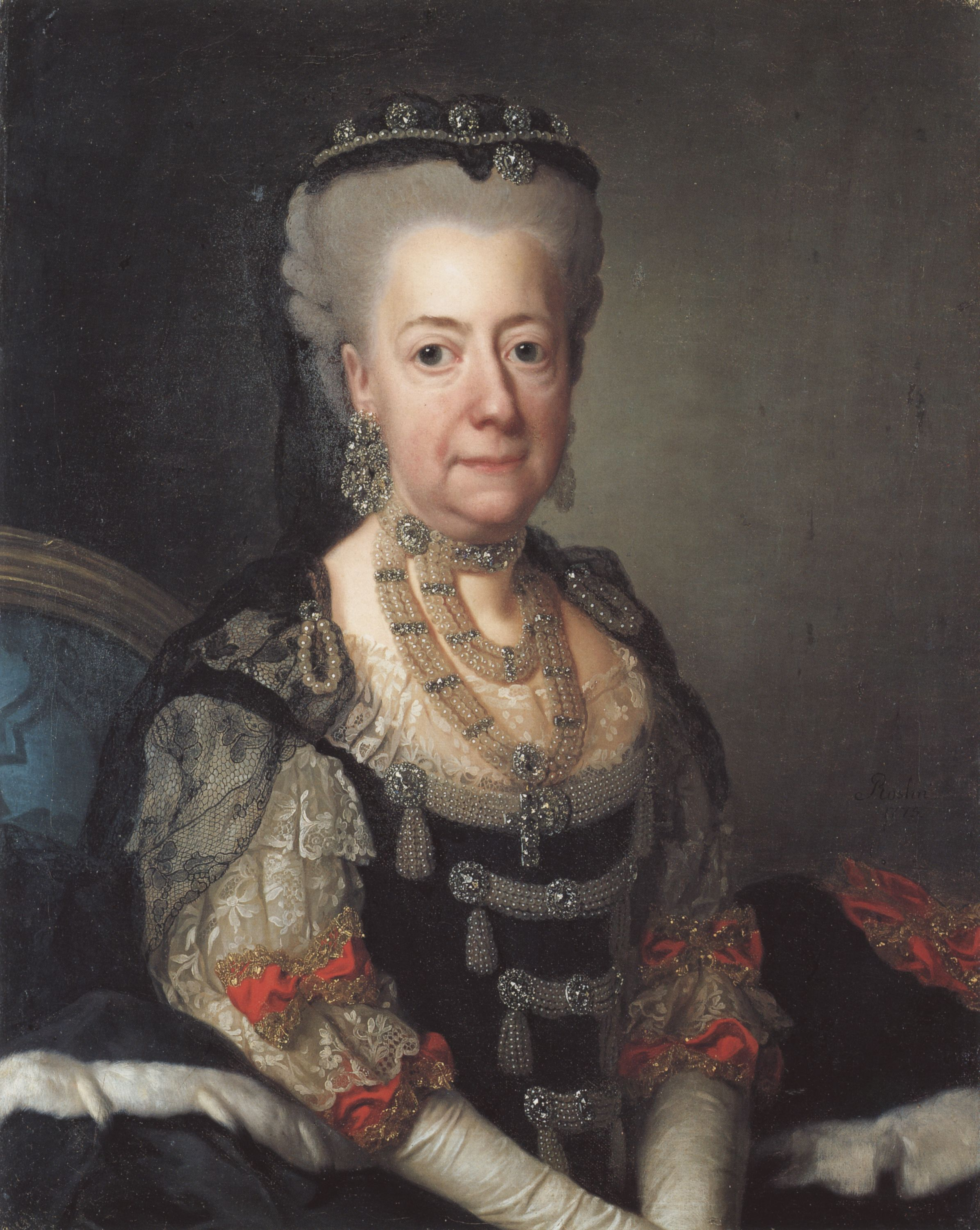
Portrait de la reine douairière Louise-Ulrique par Alexander Roslin en 1775.

De son union avec Adolphe-Frédéric, Louise-Ulrique donna naissance à :
- enfant mort-né (1745) ;
- Gustave III de Suède (1746-1792) ;
- Charles XIII de Suède (1748-1818) ;
- Frédéric-Adolphe de Suède (1750-1803) ;
- Sophie-Albertine de Suède (1753-1829).

## Hommage
- La ville de Loviisa en Finlande a été nommée ainsi en son honneur.
- La Louise est le nom donnée à une Libellule par Geoffroy en 1762, renommée Libellula ludovicea par Fourcroy en 1785 et correspondant à Calopteryx splendens. Elle est dédiée à la princesse.